# 捨不得你 (電影)
是1996年的美國愛情劇情片，由乔恩·艾弗耐特執導。

## 演員
- 勞勃·瑞福：Warren Justice
- 蜜雪兒·菲佛：Sally "Tally" Atwater
- 斯托克德·錢寧：Marcia McGrath
- 喬·曼帖那（Joe Mantegna）：Bucky Terranova
- 凱特·尼利甘（Kate Nelligan）：Joanna Kennelly
- 葛連·普魯曼（Glenn Plummer）：Ned Jackson
- 占士·瑞布霍恩：John Merino
- 史葛·布萊斯（Scott Bryce）：Rob Sullivan
- 雷蒙·克魯茲：Fernando Buttanda
- 黛蒂·菲佛（Dedee Pfeiffer）：Luanne Atwater
- 米格爾・桑多瓦爾（Miguel Sandoval）：Dan Duarte
- 納博·威靈翰（Noble Willingham）：Buford Sells
- 占士·凱倫（James Karen）：Tom Orr
- 白賴仁·馬金森（Brian Markinson）：Vic Nash
- 鄧剛：Satellite Van Technician

## 外部連結
- 互联网电影数据库（IMDb）上《捨不得你》的资料（英文）
- 豆瓣电影上《捨不得你》的資料 （简体中文）
- Box Office Mojo上《捨不得你》的資料（英文）